# Cuphodes habrophanes
Cuphodes habrophanes là một loài bướm đêm thuộc họ Gracillariidae. Nó được tìm thấy ở Queensland.